# Xyris peteri
Xyris peteri är en gräsväxtart som beskrevs av Karl von Poellnitz. Xyris peteri ingår i släktet Xyris och familjen Xyridaceae. Inga underarter finns listade i Catalogue of Life.